# Снохачество
Сноха́чеството (алтернативно снаха́чество) представлява традиционна практика сред славяните (най-вече сърби, българи, руснаци), според която бащата на младоженеца или старейшината на задругата влиза в полови отношения с неговата съпруга. Терминът идва от руското „сноха“ – снаха.
В България обичая е описан от Димитър Маринов в неговата поредица „Жива старина“ по разказите на жители на село Чупрене, Белоградчишко и село Вълкова Слатина, Монтанско. Маринов описва примери за преживяванията на съпругата, регистрирани в народна песен и в описанието на местни жителки, които говорят, че момчето възприема момата за леля, което предизвиква гнева ѝ. Найден Геров определя обичая като „Кога свекъра мърсува със снаха си“.
Една от причините за появата на обичая е, че момчето се жени в ранна възраст (12 – 18 години) за по-възрастна жена (18 – 25 години), което води до там, че то не е в полова зрялост към момента на брака. Един от основните мотиви за снохачеството е икономическият: „Като причина на това ми даваха стремлението, от една страна в къщата на младият селянин да се спечели за земеделието възможно по-скоро развита женска работна сила, от друга страна дъщерите се задържат колкото се може по-дълго в домът на родителите по същите съображения.“
Снохачеството (под името снохарство) е споменато от Владимир Свинтила: "В задругата бе добре запазено снохарството и поне то е сравнително добре изучено. Бащата жени невръстния си син за мома по-възрастна от него с четири или пет години. Додето стигне полова зрялост сина, свекърът спи със снахата. Такава „снаха“ (на старини, разбира се) аз съм разпитвал: „и свекоро си съм го гледала като писано яйце. Доде стане муж мойо, те он ми бе и за свекор, и за муж!“
Тази практика става особено широко разпространена през 18 – 19 век в Руската империя, първо във връзка с набирането на млади селяни като новобранци, а след това във връзка с това, че младите хора отиват на работа в градовете и оставят жените си у дома на село. Както в Русия, така и в България тази практика е възприемана като грях от религиозна гледна точка. По-специално, през 1918 г. Поместният събор на Руската православна църква в своето „Определение относно причините за разтрогване на осветения от Църквата брачен съюз“ признава за такова освен прелюбодейство и влизането на една от страните в нов брак, също и в снахачество.
По обобщени данни на Петко Христов районите в България на най-голямо разпространение на снохачеството са Северозападна България, Софийско, Брезнишко и Радомирско, Царибродско, Средна Западна България и някои части на Македония. С разпадането на патриархалното семейство и увеличаването на броя на селските разделения, снохачеството като феномен на селския живот започва да избледнява. В селото преобладава малкото ядрено семейство, в което поради раздялата на родителите и женените деца обективно няма място за снаха.
В определени периоди снохачеството води до убийства от ревност, например на бащата от страна на сина или убийство на съпругата от страна на свекъра поради отказ да влезе в сексуални отношения с него.

## В литературата
Примери за снохачество могат да се открият в повестта „Село“ на Иван Бунин и „Бащи и деца“ на Иван Тургенев.